# الأحنف بن قيس
الأحنف بن قيس بن معاوية بن الحصين التميمي البصري (نحو 20 ق هـ - 72 هـ / 602 - 691م)، سيد تميم البصرة كلها، سيد أهل العراق، أحد العظماء الدهاة الفصحاء الشجعان الفاتحين. يضرب له المثل في الحلم، قال الواقدي:«وإلى الأحنف أسني الحلم والسؤدد»،وقال الذهبي عنه:«الأحنف بن قيس ابن معاوية بن حصين، الأمير الكبير، العالم النبيل أبو بحر التميمي، أحد من يضرب بحلمه وسؤدده المثل». ولد في البصرة وأدرك النبي محمد، ولم يره.
ارتدّ بعد وفاة النبي وتبع سجاحِ التميمية، وفي ذلك حكى سيف بن عمر وابن الكلبي قالوا: «فاتفقت بنو تميم كلها على نصرتها وفيهم رؤساء الناس وسادتهم وفيهم مثل: الأحنف بن قيس، وحارثة بن بدر، وعطارد بن حاجب ونظرائهم».فعمدت سجاح في جيشها إلى مسيلمة الكذاب وهو باليمامة، فالتقى رجالها بمسيلمة ومنهم الأحنف وعمه، قال ابن قتيبة:«أتى المتشمس هو والأحنف مسيلمة الكذاب ليسمعا منه، فلما خرجا قال الأحنف: كيف تراه؟ قال أراه كذابا. قال: وما يؤمنك أن أرجع إليه فأخبره بمقالتك. قال أذن أخبره أنك قلت وأحالفك».وروى سيف بن عمر نحو ذلك ولكن بين الأحنف والزبرقان بن بدر، فقال: «ذكر مسيلمة وما تلاه عليهم - آياته - فقال الأحنف: واللّه ما رأيت أحمق من هذا النبي قطّ. فقال الزبرقان: واللّه لأخبرن بذلك مسيلمة. قال: إذا واللّه أحلف أنك كذبت فيصدّقني ويكذبك. فأمسك الزبرقان».
فلما عفى عمر بن الخطاب عن المرتدين، شهد الأحنف بعض فتوح العراق، وكان مع أبو سبرة بن أبي رهم وعرفجة بن هرثمة البارقي حين وجهه عتبة بن غزوان جيشاً لدعم قوات العلاء الحضرمي في فارس.وفي آخر ولاية عتبة بن غزوان للبصرة وفد الأحنف على عمر بن الخطاب في المدينة المنورة عام 17 هـ، فاستبقاه عمر، فمكث عاماً كاملاً، وأذن له فعاد إلى البصرة، فكتب عمر إلى أبي موسى الأشعري: «أما بعد فأدن الأحنف وشاوره واسمع منه». فشهد مع أبي موسى الأشعري الذي كان على أهل البصرة فتح الأهواز وتستر، وقدم علی عمر بفتحها، حيث ارسله أبو سبرة بن أبي رهم الذي كان القائد العام إلى عمر بن الخطاب مع أنس بن مالك.وبعد وفاة وكيع بن بشر ولاه عمر بن الخطاب على تميم كلها.
شارك الأحنف أواخر خلافة عمر في فتح خراسان، ثم شهد أيام الخليفة عثمان بن عفان إعادة إقليم خراسان للدولة وفتوح طخارستان تحت إِمرة عبد الله بن عامر والي البصرة فكان من أنشط القّواد.وبعد مقتل عثمان، انحازت سائر بني تميم إِلى صف عائشة، عدا الأحنف فاعتزل برهطه بني سعد يوم الجمل، وقال لعائشة: « يا أم المؤمنين، أنشدك الله أقلت لك: من تأمريني به وترضينه لي؟ فقلت: عليّ! قالت بلى، ولكنه بدل».فلما بلغ علي بن أبي طالب اعتزال الأحنف قال:« كذلك هو وإني لأمثل بينه وبين المغيرة بن شعبة لزم الطائف فأقام بها ينتظر على من تستقيم الأمة».وقد التجأ الزبير بن العوام لرهط الأحنف، فألب الأحنف على الزبير بقوله: «ما أصنع بالزبير! لف غارين من المسلمين، حتى أخذت السيوف منهما مأخذها، انسل وتركهم. أما إنه لخليق بالقتل، قتله الله!»، فقتله رجل من قومه يدعى عمرو بن جرموز غيله، وقدموا رأسه لعلي بن أبي طالب.ثم كان الأحنف في وفد رؤساء تميم القادم من البصرة إلى الكوفة عند التجهز لحرب صفين، فشهد صفين مع علي، وولاه عليا على تميم وضبة والرباب يومها.
لما آلت الدولة لمعاوية بن أبي سفيان عاتبه، فأغلظ له الأحنف في الجواب، فسئل معاوية عن صبره عليه، فقال: «هذا الذي إذا غضب غضب له مئة ألف لا يدرون فيم غضب».وكان معاوية يغدق عليه العطاء، وهو أحد الرجال المبرزين الذين استدعاهم معاوية إِلى دمشق عندما أقرّ البيعة بولاية العهد لابنه يزيد، وقال قولته المشهورة عندما سئل عن سكوته: «أخاف الله إِن كذبت وأخافكم إِن صدقت».وفي أثناء ولاية زياد بن أبيه العراق كان زياد كثير الرعاية للأحنف، يقدّمه ويسمع له. وعندما تولى عبيد الله بن زياد العراق لم يعرف قدره في البدء، ولكنه ما لبث أن قرّبه، واستمع إِليه كما كان يفعل أبوه.
عُمِّر الأحنف إلى زمن مصعب بن الزبير، وخرج معه إلى الكوفة لقتال المختار الثقفي فمات بها، وذلك في سنة سبع وستين، وصلى عليه مصعب بن الزبير، ومشى راجلا بين رجلي نعشه بغير رداء، وقال: هذا سيد أهل العراق،ولما ولى عبد الله بن الزبير ابنه حمزة على العراق، كتب الأحنف في تقصير حمزة وسأله إعادة مصعب، فعزل ابنه وأعاد مصعب للعراق سنة 68 هـ،وشهد الأحنف مع مصعب يوم الجفرة سنة 70 هـ، وكان الأحنف يقول لمصعب في أهل العراق: «هم كالمومسة تريد كل يوم بعلا، وهم يريدون كل يوم أميرا». وتوفى الأحنف سنة 72 هـ، وصلى عليه مصعب بن الزبير، ودفن في الكوفة بجانب قبر زياد بن أبيه.

## نسبه
- هو: الضحاك بن قيس بن معاوية بن حصين بن عبادة بن النزال بن عبيد بن الحارث بن عمرو بن كعب بن سعد بن زيد مناة بن تميم بن مر بن أد بن طابخة بن إلياس بن مضر.[47]
- أمه: حبة بنت عمرو بن قرط بن ثعلبة بن قرواش من بني زافر بن أود بن معن - باهلة - بن مالك بن أعصر بن سعد بن قيس عيلان.[48]

أجمع المؤرخون القدماء مثل ابن الكلبي وسيف بن عمر والمدائني وابن سعد البغدادي أن اسم الأحنف هو الضحاك، وشذ عن ذلك أبو عبيدة معمر وعنه أبو القيظان سحيم بن حفص فزعما أن اسمه صخر، وقد نقل عنهم ذلك ابن دريد وآخرين.

## نشأته
ولد الأحنف في حدود سنة عشرين قبل الهجرة النبوية، الموافق لسنة 602 من الميلاد، وكان الأحنف يعاني من عوج شديد في قدمه منذ ولادته، فكان أحد أعلام رجال العرب من ذوي الاحتياجات الخاصة، ولم تكن هي العاهة الوحيدة المشوهة لخلقه، فكان ملتصق الفخذين، أصلع، أعورا، متراكم الأسنان، مائل الذقن، صغير الرأس، بارز الوجه، منخفس العينين.وفيه عبد الملك بن عمير قال: «قدم علينا الأحنف الكوفة مع مصعب فما رأيت صفة تُذم إلا رأيتها فيه». ومع إن الأحنف كان طفلاً يتيما معقا غير بهي الطلعة، فإن أمه كانت تتوسم فيه الذكاء والسيادة، فتأسف لإعاقته وإعوجاج رجله، وكان تراقصه وهي تقول:
كان الأحنف من بيت متوسط الحال في بني سعد من تميم، ليس من سادتهم ولا من وضعائهم، قتل عنترة بن شداد جده معاوية يوم الفروق في الجاهلية،ثم قتل أبوه - والأحنف طفل - قتلته بنو مازن بن مالك بن عمرو بن تميم على إثر يوم الفروق، قال ابن قتيبة: «وكان أبو الأحنف يكنى أبا مالك وقتله بنو مازن في الجاهلية».فنشأ الأحنف في كنف أمه الباهلية وعميه المتشمس وصعصعة، أما عمه الكبير المتشمس فكان ممن أنضم لسجاح في الردة، وقدم على مسيلمة الكذاب، وتوفى في خلافة عمر، وبقي له ولدان كانا مع الأحنف في فتوحه.أما صعصعة فكان من أقران الأحنف سناً، وبقي إلى ولاية مصعب بن الزبير ثم مات أول ولاية الحجاج، وكان من سادات تميم في الإسلام. وأما عمه جزء بن معاوية فولاه عمر بن الخطاب بعض أعمال الأهواز ثم عزله بعد شكيت الأحنف، وكان جزء ذو مكانه إلا أنه كان يغار من الأحنف وكان يحرض معاوية عليه.
وكان خاله الأخطل بن عمرو بن قرط من الشجعان المعدودين، وهو من قال فيه الأحنف يوم الجفرة سنة 70 هـ معتزاً: «من له خال مثل خالي».ونشأ الأحنف نشأة أقرانه، فكان يتطلع إلى عقلاء قومه وحلمائهم فيقتبس منهم، فكان عماه المتشمس وصعصعة مثلا يتطبع الأحنف بطبعه، ويتحلم بحلمهم، قال الأحنف:«أتعجبون مِنْ حلمي وخلقي؛ وإنما هذا شيء استفدته من عَمّي صعصعة بن معاوية؛ شكوتُ إليه وجعًا في بطني، فأسكتني مرتين، ثم قال لي: يا ابْنَ أخي؛ لا تشكُ الذي نزل بك إلى أحد؛ فإنَّ النّاسَ رجلان إما صديق فيسوءُه وإما عدّو فيسره؛ ولكن اشْكُ الذي نزل بك إلى الذي ابتلاك، ولا تشكُ قط إلى مخلوقٍ مثلك لا يستطيع أن يدفع عن نفسه مثل الذي نزل بك، يا ابن أخي؛ إن لي عشرين سنة لا أرى بعيني هذه سهلًا ولا جبلًا فما شكوتُ ذلك لزوجتي ولا غيرها». وكان يزور قيس بن عاصم ويجالسه ليتعلم منه، وفيه يقول الأحنف: «كنا نختلف إلى قيس بن عاصم نتعلم منه الحلم كما نتعلم الفقه».

## إمام في الحلم
التابعي الجليل الأحنف بن قيس، ضرب به المثل في الحلم والورع فكانوا يقولون: «في حلم أحنف، وذكاء إياس -القاضي إياس-».
ولقد دعا له النبي (صلى الله عليه وسلم) فقال: «اللهم اغفر للأحنف فكان الأحنف يقول فما شيء أرجى عندي من ذلك».

## فضله ومناقبه
كان سيد تميم، أسلم في حياة النبي (صلى الله عليه وسلم)و لم يره. وفد على عمر. حدث عن عمر وعلي وأبي ذر والعباس وابن مسعود وعثمان بن عفان وعدة، وعنه عمرو بن جاوان والحسن البصري وعروة بن الزبير وطلق بن حبيب وعبد الله بن عميرة ويزيد بن الشخير وخليد العصري وآخرون وهو قليل الرواية.
قال ابن حجر العسقلاني في كتابه تهذيب التهذيب عن الأحنف "وذكره محمد بن سعد في الطبقة الأولى من أهل البصرة، قال وكان ثقة مأمونا قليل الحديث، وكان صديقا لمصعب ابن الزبير فوفد عليه إلى الكوفة فمات عنده بالكوفة.
قال أبو أحمد الحاكم هو الذي فتح مدينة مرو الروذ وكان الحسن وابن سيرين في جيشه ذاك.
وروي عن الأحنف بن قيس قال بينا أنا أطوف بالبيت في زمن عثمان إذ لقيني رجل من بني ليث فأخذ بيدي فقال ألا أبشرك قلت بلى قال أما تذكر إذ بعثني رسول الله (صلى الله عليه وسلم) إلى قومك بني سعد أدعوهم إلى الإسلام فجعلت أخبرهم وأعرض عليهم فقلت إنه يدعو إلى خير وما أسمع إلا حسنا فذكرت ذلك للنبي (صلى الله عليه وسلم) فقال: «اللهم اغفر للأحنف فكان الأحنف يقول فما شيء أرجى عندي من ذلك» رواه أحمد في مسنده.
وروي عن الأحنف أيضا أنه قدم على عمر بفتح تستر فقال قد فتح الله عليكم تستر وهي من أرض البصرة فقال رجل من المهاجرين يا أمير المؤمنين إن هذا يعني الأحنف الذي كف عنا بني مرة حين بعثنا رسول الله (صلى الله عليه وسلم) في صدقاتهم وقد كانوا هموا بنا قال الأحنف فحبسني عمر عنده سنة يأتيني في كل يوم وليلة فلا يأتيه عني إلا ما يحب ثم دعاني فقال يا أحنف هل تدري لم حبستك عندي قلت لا يا أمير المؤمنين قال إن رسول الله (صلى الله عليه وسلم) حذرنا كل منافق عليم فخشيت أن تكون منهم فأحمد الله يا أحنف"
قال خليفة توجه ابن عامر إلى خراسان وعلى مقدمته الأحنف فلقي أهل هراة فهزمهم فافتتح ابن عامر أبرشهر صلحا ويقال عنوة وبعث الأحنف في أربعة آلاف فتجمعوا له مع طوقان شاة فاقتتلوا قتالا شديدا فهزم الله المشركين قال ابن سيرين كان الأحنف يحمل ويقول «إن على كل رئيس حقا أن يخضب القناة أو تندقا»
وقيل سار الأحنف إلى بلخ فصالحوه على أربع مائة ألف ثم أتى خوارزم فلم يطقها فرجع.
وعن ابن إسحاق أن ابن عامر خرج من خراسان معتمرا قد أحرم منها وخلف على خراسان الأحنف وجمع أهل خراسان جمعا كبيرا وتجمعوا بمرو فالتقاهم الأحنف فهزمهم وكان ذلك الجمع لم يسمع بمثله.
قال ابن المبارك قيل للأحنف بم سودوك قال لو عاب الناس الماء لم أشربه.
وقال خالد بن صفوان كان الأحنف يفر من الشرف والشرف يتبعه وقيل للأحنف إنك كبير والصوم يضعفك قال اني أعده لسفر طويل وقيل كانت عامة صلاة الأحنف بالليل وكان يضع أصبعه على المصباح ثم يقول حس ويقول ما حملك يا أحنف على أن صنعت كذا يوم كذا. وروي أبو الأصفر أن الأحنف استعمل على خراسان فأجنب في ليلة باردة فلم يوقظ غلمانه وكسر ثلجا واغتسل. وقال عبد الله بن بكر المزني عن مروان الأصفر سمع الأحنف يقول اللهم إن تغفر لي فأنت أهل ذاك وإن تعذبني فأنا أهل ذاك.
قال مغيرة ذهبت عين الأحنف فقال ذهبت من أربعين سنة ما شكوتها إلى أحد.
قال الحسن ذكروا عن معاوية شيئا فتكلموا والأحنف ساكت فقال يا أبا بحر مالك لا تتكلم قال أخشى الله إن كذبت وأخشاكم إن صدقت. وعن الأحنف عجبت لمن يجري في مجرى البول مرتين كيف يتكبر.

## حلم الأحنف التميمي
- قيل عاشت بنو تميم بحلم الأحنف أربعين سنة، وفيه قال الشاعر:

- قال سليمان التيمي قال الأحنف «ثلاث في ما أذكرهن إلا لمعتبر ما أتيت باب سلطان إلا أن أدعى، ولا دخلت بين اثنين حتى يدخلاني بينهما، وما أذكر أحدا بعد أن يقوم من عندي إلا بخير».
- وقال: «ما نازعني أحد إلا أخذت أمري بأمور: إن كان فوقي عرفت له قدره، وإن كان دوني رفعت قدري عنه، وإن كان مثلي تفضلت عليه»، وقال: «لست بحليم ولكني أتحالم».
- وقيل إن رجلا خاصم الأحنف وقال: لئن قلت واحدة لتسمعن عشرا، فقال: «لكنك إن قلت عشرا لم تسمع واحدة».
- وقيل إن رجلا قال للأحنف: بِمَ سُدْتَ؟ وأراد أن يعيبه، قال الأحنف «بتركي ما لا يعنيني كما عناك من أمري ما لا يعنيك».
- وروي عن ذي الرمة قال: شهدت الأحنف بن قيس وقد جاء إلى قوم في دم، فتكلم فيه وقال: احتكموا، قالوا نحتكم ديتين قال: ذاك لكم فلما سكتوا قال: «أنا أعطيكم ما سألتم. فاسمعوا إن الله قضى بدية واحدة وإن النبي ﷺ قضى بدية واحدة وإن العرب تعاطى بينها دية واحدة وأنتم اليوم تطالبون وأخشى أن تكونوا غدا مطلوبين فلا ترضى الناس منكم إلا بمثل ما سننتم»، قالوا: ردها إلى دية.

## زياد بن عمرو العتكي والأحنف بن قيس
لما أتى زياد بن عمرو المربد، بعد مقتل مسعود بن عمرو العتكي، جعل في الميمنة بكر بن وائل، وفي الميسرة عبد القيس وكان زياد بن عمرو العتكي في القلب، فبلغ ذلك الأحنف، فقال: هذا غلام حدثٌ، شأنه الشهرة، وليس يبالي أين قذف بنفسه!
فندب أصحابه، فجاءه حارثة بن بدرٍ الغداني، وقد اجتمعت بنو تميم، فلما طلع قال: قوموا إلى سيدكم، ثم أجلسه فناظره، فجعلوا بنو سعد وبنو الرباب في القلب ورئيسهم عبس بن طلق الطعان، المعروف بأخي كهمس، وهو أحد بني صريم بن يربوع، فجعلة في القلب بحذاء الأزد، وجعل حارثة بن بدر في بنو حنظلة بحذاء بكر بن وائل، وجعلت عمرو بن تميم بحذاء عبد القيس،
فقال حارثة بن بدر للأحنف:
فلما تواقف القوم بعث إليهم الأحنف وقال:
يا معشر الأزد وربيعة من أهل البصرة، أنتم والله أحب إلينا من تميم الكوفة، وأنتم جيراننا في الدار، ويدنا على العدو، وأنتم بدأتمونا بالأمس، ووطئتم حريمنا، وحرّقتم علينا فدفعنا عن أنفسنا ولا حاجة لنا في الشر ما أصبنا في الخير مسلكاً، فتيمّموا بنا طريقة قاصدة .
فوجه إليه زياد بن عمرو: تخيّر خَلّة من ثلاث:
إن شئت فانزل أنت وقومك على حكمنا، وإن شئت فخلِّ لنا عن البصرة وارحل أنت وقومك إلى حيث شئتم، وإلا فَدُوا قتلانا، واهدروا دماءكم، وليُودَ مسعودٌ دية المعشرة - وقوله دية المشعرة، يريد أمر الملوك في الجاهلية وكان الرجل إذا قتل وهو من أهل بيت الملك وُدِيَ عشر ديات -
فبعث إليه الأحنف: سنختار، فانصرفوا في يومكم، فهزّ القوم راياتهم وانصرفوا، فلما كان الغد بعث إليهم: إنكم خيرتمونا خلالاً ليس فيها خيارٌ، أما النزول على حكمكم فكيف يكون والكَلْمُ يقطر دماً؟ وأما ترك ديارنا فهو أخو القتل، قال الله عز وجل: «ولو كتبنا عليهم أن اقتلوا أنفسكم أو اخرجوا من دياركم».
ولكن الثالثة إنما هي حملٌ على المال، فنحن نبطل دماءنا، ونَدِي قتلاكم، وإنما مسعودٌ رجل من المسلمين، وقد أذهب الله أمر الجاهلية .
فاجتمع القوم على أن يقفوا أمر مسعود، ويُغمد السيف، ويؤدى سائر القتلى من الأزد وربيعة. فتضمّن ذلك الأحنف، ودُفع إياس بن قتادة المجاشعي رهينة عندهم حتى يؤدَّى هذا المال، فرضي به القوم،
ففخر بذلك الفرزدق فقال:
قال الأحنف بن قيس: فكثُرت علي الديات، فلم أجدها في حاضرة تميم، فخرجت نحو يبرين، فسألت عن المقصود هناك، فأُرشدْتُ إلى قبةٍ، فإذا شيخٌ جالسٌ بفنائها، مؤْترز بشملةٍ، محْتب بحبل، فسلمت عليه، وانتسبت له فقال: ما فعل رسول الله صلى الله عليه وسلم؟
فقلت: توفي صلوات الله عليه!
قال: فما فعل عمر بن الخطاب الذي كان يحفظ العرب ويحوطها؟
قلت له: مات رحمه الله تعالى!
قال: فأي خيرٍ في حاضرتكم بعدهما!
قال فذكرت له الديات التي لزمتنا للأزد وربيعة، قال فقال لي: أقم، فإذا راعٍ قد أراح عليه ألف بعير فخذها .
ثم أراح عليه آخر مثلها، فقال: خذها، فقال الأحنف: لا أحتاج إليها، فقال: فانصرفت بالألف عنه، ووالله ما أدري من هو إلى الساعة!

## من كلمات الأحنف بن قيس التميمي
- عن الأحنف: «ثلاثة لا ينتصفون من ثلاثة شريف من دنيء وبر من فاجر وحليم من أحمق».
- وقال: «من أسرع إلى الناس بما يكرهون قالوا فيه ما لا يعلمون».
- وسئل: ما المروءة؟ قال: «كتمان السر والبعد عن الشر والكامل من عدت سقطاته».
- وعنه قال: «رأس الأدب آلة المنطق لا خير في قول بلا فعل ولا في منظر بلا مخبر ولا في مال بلا جود ولا في صديق بلا وفاء ولا في فقه بلا ورع ولا في صدقة إلا بنية ولا في حياة إلا بصحة وأمن والعتاب مفتاح التقالى والعتاب خير من الحقد».
- ورأى الأحنف في يد رجل درهما فقال: لمن هذا؟ قال: لي، قال: «ليس هو لك حتى تخرجه في أجر أو اكتساب شكر وتمثل أنت للمال إذا أمسكته، وإذا أنفقته فالمال لك».
- وقيل: كان الأحنف إذا أتاه رجل وسع له فإن لم يكن له سعة أراه كأنه يوسع له وعنه قال: «جنبوا مجالسنا ذكر النساء والطعام إني أبغض الرجل يكون وصافا لفرجه وبطنه».
- وقيل: إنه كلم مصعبا في محبوسين قال: «أصلح الله الأمير إن كانوا حبسوا في باطل فالعدل يسعهم وإن كانوا حبسوا في الحق فالعفو يسعهم».
- وعنه قال: «لا ينبغي للأمير الغضب لأن الغضب في القدرة مفتاح السيف والندامة».
- وعنه قال: «لا يتم أمر السلطان إلا بالوزراء والأعوان، ولا ينفع الوزراء والأعوان إلا بالمودة والنصيحة، ولا تنفع المودة والنصيحة إلا بالرأي والعفة».
- الأحنف بن قيس «إن عجبت لشيء فعجبي لرجال تنمو أجسامهم وتصغر عقولهم».

## مواقف من حياته
قيل كان زياد معظما للأحنف فلما ولي بعده ابنه عبيد الله تغير أمر الأحنف وقدم عليه من هو دونه ثم وفد على معاوية في الأشراف. فقال لعبيد الله: أدخلهم على قدر مراتبهم فأخر الأحنف. فلما رآه معاوية أكرمه لمكان سيادته وقال إلي يا أبا بحر وأجلسه معه وأعرض عنهم فأخذوا في شكر عبيد الله بن زياد وسكت الأحنف. فقال له لم لا تتكلم قال إن تكلمت خالفتهم. قال: اشهدوا أني قد عزلت عبيد الله فلما خرجوا كان فيهم من يروم الإمارة ثم أتوا معاوية بعد ثلاث وذكر كل واحد شخصا وتنازعوا. فقال معاوية: ما تقول يا أبا بحر قال إن وليت أحدا من أهل بيتك لم تجد مثل عبيد الله فقال قد أعدته قال فخلا معاوية بعبيد الله، وقال كيف ضيعت مثل هذا الرجل الذي عزلك وأعادك وهو ساكت فلما رجع عبيد الله جعل الأحنف صاحب سره.
عن أيوب عن محمد قال نبئت أن عمر ذكر بني تميم فذمهم فقام الأحنف فقال: يا أمير المؤمنين ائذن لي. قال تكلم قال إنك ذكرت بني تميم فعممتهم بالذم وإنما هم من الناس فيهم الصالح والطالح فقال صدقت فقام الحتات وكان يناوئه فقال يا أمير المؤمنين ائذن لي فأتكلم قال اجلس فقد كفاكم سيدكم الأحنف.
قال الشعبي وفد أبو موسى الأشعري وفدا من البصرة إلى عمر منهم الأحنف بن قيس فتكلم كل رجل في خاصة نفسه. وكان الأحنف في آخر القوم فحمد الله وأثنى عليه ثم قال أما بعد يا أمير المؤمنين فإن أهل مصر نزلوا منازل فرعون وأصحابه وإن أهل الشام نزلوا منازل قيصر وأصحابه وإن أهل الكوفة نزلوا منازل كسرى ومصانعه في الأنهار والجنان، وفي مثل عين البعير وكالحوار في السلى تأتيهم ثمارهم قبل أن تبلغ وإن أهل البصرة نزلوا في أرض سبخة زعقة نشاشة لا يجف ترابها ولا ينبت مرعاها وطرفها في بحرأجاج وطرف في فلاة لا يأتينا شيء إلا في مثل مريء النعامة فارفع خسيستنا وانعش وكيستنا، وزد في عيالنا عيالا وفي رجالنا رجالا، وصغر درهمنا وكبر قفيزنا ومر لنا بنهر نستعذب منه فقال عمر عجزتم أن تكونوا مثل هذا، هذا والله السيد قال فما زلت أسمعها بعد.
وفي أحد الايام كان جالسا في مجلس الخليفة معاوية بن ابي سفيان فعاتبه معاوية لوقوفه في صف على بن ابي طالب وخاطبه بـ ياحنف، فرد عليه الاحنف بيامعاوية، فلما ترفق معه معاوية وقال له عهدتك حليما يا أبا صخر، فرد عليه الاحنف ليس على الند يا أمير المؤمنين، وكانت ابنة معاوية تسمع حوارهما وتتعجب من هذا الرجل الذي يرد على الخليفة بهذا الأسلوب فقال لها معاوية: هذا الذي إذا غضب، غضب لغضبه مئة الف فارس من بني تميم لا يسألونه فيما غضب.

## وفاته
مات الأحنف سنة 72 هـ في إمرة مصعب بن الزبير على العراق.
عن عبد الرحمن بن عمارة بن عقبة قال حضرت جنازة الأحنف بالكوفة فكنت فيمن نزل قبره فلما سويته رأيته قد فسح له مد بصري فأخبرت بذلك أصحابي فلم يروا ما رأيت.
قال أبو عمرو بن العلاء توفي الأحنف في دار عبيد الله بن أبي غضنفر فلما دلي في حفرته أقبلت بنت لأوس والسعدي وهي على راحلتها عجوز فوقفت عليه وقالت من الموافى به حفرته لوقت حمامه قيل لها الأحنف بن قيس قالت والله لئن كنتم سبقتمونا إلى الاستمتاع به في حياته لا تسبقونا إلى الثناء عليه بعد وفاته ثم قالت لله درك من مجن في جنن ومدرج في كفن وإنا لله وإنا إليه راجعون نسأل من ابتلانا بموتك وفجعنا بفقدك أن يوسع لك في قبرك وأن يغفر لك يوم حشرك أيها الناس إن أولياء الله في بلاده هم شهوده على عباده وإنا لقائلون حقا ومثنون صدقا وهو أهل لحسن الثناء أما والذي كنت من أجله في عدة ومن الحياة في مدة ومن المضمار إلى غاية ومن الآثار إلى نهاية الذي رفع عملك عند انقضاء أجلك لقد عشت مودودا حميدا ومت سعيدا فقيدا ولقد كنت عظيم الحلم فاضل السلم رفيع العماد واري الزناد منير الحريم سليم الأديم عظيم الرماد قريب البيت من الناد.
قال قرة بن خالد حدثنا أبو الضحاك انه أبصر مصعبا يمشي في جنازة الأحنف بغير رداء.